# Eddy Zoëy
Eddy Zoëy, pseudoniem van Frederik (Eddy) Morsink (Almelo, 25 maart 1967), is een Nederlands presentator, televisiemaker, singer/songwriter en kunstenaar. Hij werkte onder andere voor BNN en RTL.

## Levensloop
Zoëy, een zoon van oud-voetballer Herman Morsink, groeide op in Wierden. Nadat hij het vwo had afgerond op het Pius X College in Almelo ging hij naar de Hogeschool voor de Kunsten in Kampen, waar hij de richting grafische vormgeving doorliep. Hierna werd hij freelance ontwerper voor de tijdschriften Oor, AutoVisie en Hitkrant. In 1992 slaagde Zoëy er in om een contract als componist en auteur te verkrijgen bij platenmaatschappij Polygram. In 1996 bracht hij een Engelstalig album met louter eigen werk genaamd Chasing whatever it is uit. Successen behaalde Eddy als componist/auteur met verschillende liedjes die hij schreef, zoals o.a. in 1994 met de novelty-single Sinterklaas k.poentje / Excelsis D.O., dat onder de naam K.Dootje was uitgebracht, met 'een doodgewone kat', gebracht door de toen 13-jarige Joël, en ook met de nummer 2-hit Coming Home van boyband Roméo.

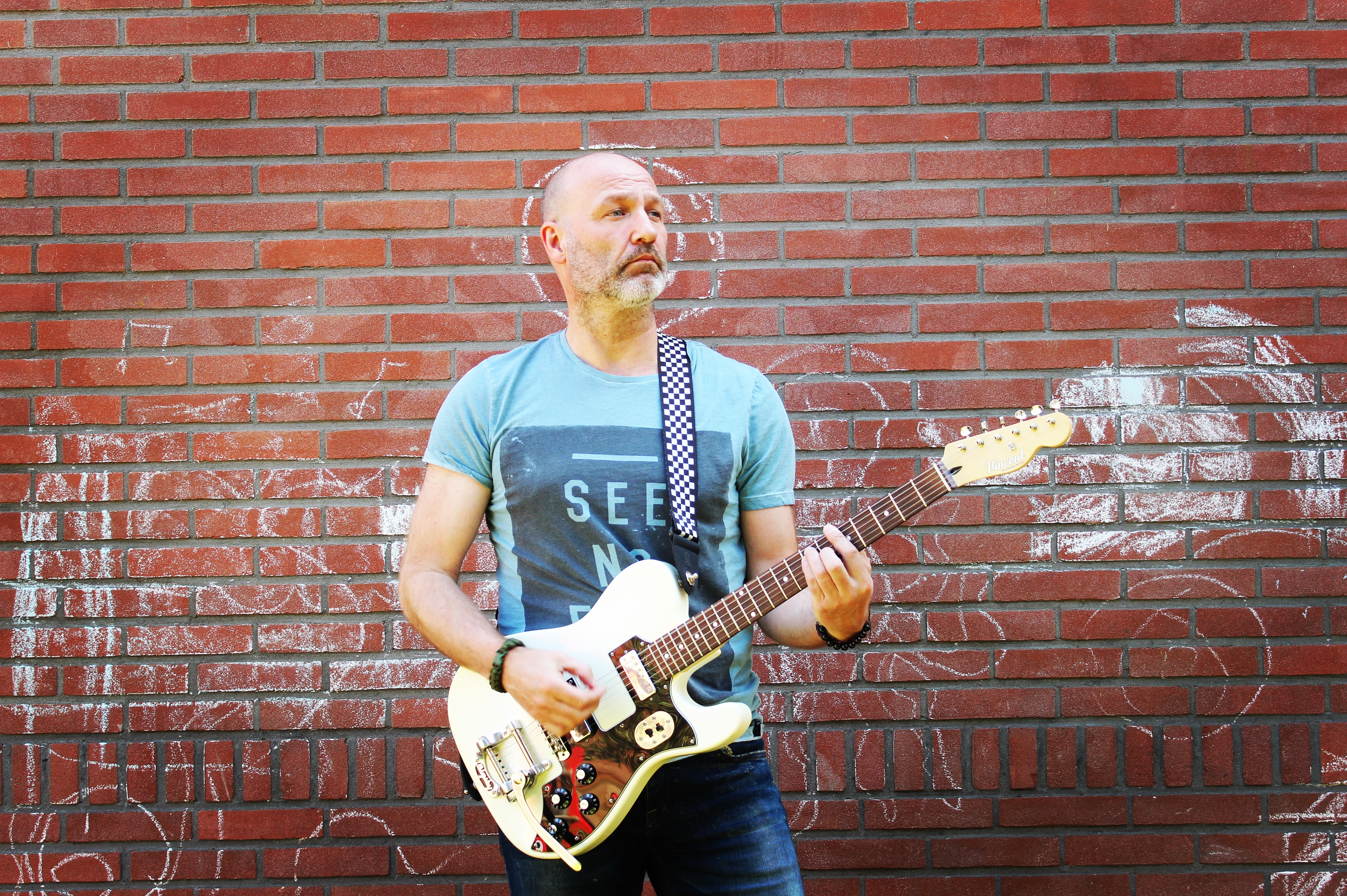
Zoëy in 2017

Bij RTV Oost presenteerde hij onder andere samen met Daphne Bunskoek en Willem Alkema het jongerenprogramma Jong Belegen en verder het programma De Nachtbraker. Vervolgens ging hij als eerste presentator (naast Bart de Graaff) aan de slag bij het nieuw opgerichte BNN. Hier presenteerde hij onder andere de programma's BNN at work, De Concurrentie, Nu we er toch zijn en De Vliegende Hollander.
In 2000 bracht hij zijn tweede album Succes jongen uit, waarvan het nummer Bijna een hit werd. Hij stapte even over van BNN naar Endemol, maakte anderhalf jaar televisieprogramma's voor V8 (Zoëy zappt, Zoëy ziet sterretjes), waarna hij terugkeerde naar BNN. In 2004 bracht hij zijn derde album 6 maanden geen teevee uit, waarvan het nummer Jacqueline het bekendst is.
Vanaf 1 oktober 2005 was Zoëy elke zaterdag en zondag tussen twaalf en drie uur te horen op 3FM met het programma Zoëyzo. Hiermee stopte hij eind 2008 vanwege drukte en zijn pasgeboren kind. In januari 2009 werd bekend dat Zoëy BNN zou verruilen voor RTL Nederland, om bij RTL 5 de datingshow Take Me Out
, Ibiza 24/7 en Expeditie Robinson te gaan presenteren. Vanaf april 2010 presenteerde hij ook The Phone op RTL 5. Zoey produceerde en presenteerde vanaf maart 2012 het televisieprogramma De Weddingcrasher. In juni 2012 maakte Zoëy voor SBS6 'The Price Is Right', wat een variant is van de gelijknamige Amerikaanse spelshow. Deze show was al eerder bij RTL te zien geweest onder de namen Prijzenslag en Cash & Carlo en werd daar gepresenteerd door Hans Kazàn en Carlo Boszhard.
In 2013 maakt Zoëy voor National Geographic het programma Blow Your Mind. Al eerder maakte Zoëy voor deze zender een programma over de Titanic in Belfast en een programma samen met Freek Vonk: Loslopend Wild, een zoektocht naar de anaconda in de Surinaamse jungle.
Ook een documentaire geheten Ik, Miss Teddy wordt voor zender Veronica gemaakt, over de laatste weken van de terminaal zieke Miss Teddy, een dragqueen die eerder een van de dertig meiden was in Take Me Out.
In 2013 kwam Eddy Zoëys vierde album uit: Andere kanten van.... In oktober en november 2014 volgde er een theatertour met eigen werk van alle albums in akoestische vorm, gelardeerd met verhalen over televisiebelevenissen, eigen inzichten en persoonlijke verhalen.
In 2014 presenteerde hij voor RTL 7 het programma RTL Autovisie. Sinds het voorjaar van 2017 is Zoëy de voice-over van National Geographic Channel Nederland. In 2019 was Zoëy te zien in het RTL 4-programma The Masked Singer, waarin hij gemaskerd als Papegaai de zangwedstrijd aanging.
Sinds september 2019 presenteert hij RTL Boulevard.
Zoëy presenteerde in 2021 en 2022 het RTL 5-programma Ranking the Stars. Hiermee diende hij als opvolger van presentator Paul de Leeuw die het programma niet meer mocht presenteren omdat hij vond dat dit een prominentere plek verdiende bij RTL 4, waar RTL het niet mee eens was. Door hem te vervangen kon het programma dan gewoon bij RTL 5 blijven.
Sinds 31 augustus 2022 is Zoëy, afgewisseld door Geraldine Kemper, te zien in het RTL 5-programma Five Days Inside.
In 2025 vertolkte Zoëy de rol van Judas Iskariot in The Passion. Datzelfde jaar nam hij deel aan Code van Coppens: De wraak van de Belgen.

## Stemacteur
In verschillende animatiefilms spreekt Zoëy stemmen in. In Robots vertolkt hij de rol van Fender (waar ook zijn zoon naar vernoemd is). In de Ice Age-reeks speelde Zoëy de rol van Crash. In Verschrikkelijke Ikke (2010) sprak hij de Nederlandse stem in van Vector Perkins. in Cars 2 (2011) sprak hij de Nederlandse versie de stem in van Professor Zündapp. In The Angry Birds Movie (2016) en The Angry Birds Movie 2 (2019) sprak hij in de Nederlandse versie de stem in van Red. Van The Simpsons Movie heeft Zoëy de stemmenregie gedaan.

## Discografie

### Singles
| Lied                                 | Verschijnen | Album                 | Hitlijsten  | Hitlijsten  | Hitlijsten    | Hitlijsten    |
| Lied                                 | Verschijnen | Album                 | NL (Top 40) | NL (Top 40) | NL (Top 100)1 | NL (Top 100)1 |
| Lied                                 | Verschijnen | Album                 | Piek        | Weken       | Piek          | Weken         |
| ------------------------------------ | ----------- | --------------------- | ----------- | ----------- | ------------- | ------------- |
| Bijna                                | 2000        | Succes jongen         | tip2        | —           | 42            | 12            |
| Ik geef niet meer om haar            | 2000        | Succes jongen         | tip14       | —           | 58            | 6             |
| Ik weet niet wat ik moet doen        | 2001        | Succes jongen         | —           | —           | 99            | 2             |
| Jacqueline                           | 2004        | 6 maanden geen teevee | tip18       | —           | 23            | 7             |
| Kan me niet meer schelen (met Yes-R) | 2005        | 6 maanden geen teevee | tip7        | —           | 63            | 13            |